# Bulbophyllum minutum
Bulbophyllum minutum är en orkidéart som beskrevs av Louis Marie Aubert Du Petit-Thouars. Bulbophyllum minutum ingår i släktet Bulbophyllum och familjen orkidéer. Inga underarter finns listade i Catalogue of Life.